# Ana Iliuță
Ana Iliuță   (valor desconegut, 10 de gener de 1958) és una exremadora romanesa que va competir durant les dècades de 1970 i 1980.
El 1980 va prendre part en els Jocs Olímpics de Moscou, on guanyà la medalla de bronze en la competició del vuit amb timoner del programa de rem.